# Новомосковская (станция метро, Троицкая линия)
«Новомоско́вская» — южная конечная станция Московского метрополитена на Троицкой линии. Связана пересадкой с одноимённой станцией на Сокольнической линии. Расположилась в районе Коммунарка (НАО), южнее автодороги Солнцево — Бутово — Варшавское шоссе у деревни Столбово. Станция открылась 28 декабря 2024 года в составе участка «Тютчевская» — «Новомосковская». Односводчатая станция мелкого заложения с одной островной платформой.

## Название
20 июля 2021 года постановлением Мэра Москвы утверждено наименование «Коммунарка». Новое название «Новомосковская» станция и весь транспортно-пересадочный узел получили постановлением Правительства Москвы № 1488-ПП от 3 июля 2024 года. В этот же день строящейся станции «Бачуринская» Троицкой линии (соседней со станцией «Новомосковская») было возвращено название «Коммунарка» как более подходящее с точки зрения топонимики.

Название на путевой стене

## История
Согласно Адресной инвестиционной программе города Москвы станция проектируется в составе 17,5-километрового участка от станции «Новаторская» до станции «Новомосковская» с пятью промежуточными станциями.

## Строительство
Строительством управляет инжиниринговый холдинг «Мосинжпроект» — оператор программы развития московского метро.
21 октября 2019 года в Москомархитектуре был утверждён дизайн-проект станции.

## Мнения о названии станции
Переименование «Коммунарки» в «Новомосковскую» имеет неоднозначные оценки в рядах специалистов: так, по мнению председателя Союза пассажиров России Кирилла Янкова, у нового названия отсутствует топонимическая связь с местом расположения станции, — в Новой Москве, которая, будучи районом, не является каким-то конкретным географическим объектом на отдельно взятой местности, также предлагая взамен название «Столбово» для станции «Коммунарка», поскольку она находится рядом с одноимённой деревней. Аналитик транспортного движения «Транспорт и горожане» Владислав Булгаков, напротив, считает переименование «Бачуринской» в «Коммунарку» рациональным ввиду нахождения станции на территории одноимённого посёлка.

## Наземный общественный транспорт
На этой станции можно пересесть на следующие маршруты городского пассажирского транспорта:
- Автобусы: 882, 895к, 967, 983